# Jaŭhen Kapaŭ
Jaŭhen Ivanavič Kapaŭ (in bielorusso Яўген Іванавіч Капаў?; 30 gennaio 1977) è un ex calciatore bielorusso, di ruolo difensore.

## Carriera

### Club
Durante la sua carriera ha giocato solo con il Dnjapro Mahilëŭ.

### Nazionale
Conta 2 presenze con la nazionale bielorussa.

## Palmarès
- Campionato bielorusso: 1

Dnjapro-Transmaš Mahilëŭ: 1998